# Vetle Skagastølstind
El Vetle Skagastølstinden (o Vesle Skagastølstind) es uno de los picos que constituyen los Skagastølstindane ("picos de Skagastøl") en la cordillera de Hurrungane, y está entre los más altos de Noruega. Esta montaña de 2.340 metros de altura se encuentra en la parte oriental del municipio de Luster, en el condado de Vestland (Noruega). Se encuentra directamente entre las montañas Midtre Skagastølstind, Store Skagastølstind y Sentraltind. Las montañas Store Styggedalstinden y Jervvasstind se encuentran a 1,5 kilómetros al este, y el pueblo de Skjolden está a 15 kilómetros al oeste.

## Nombre
El primer elemento es el genitivo del nombre de la granja de montaña Skagastølen y el último elemento es tind, que significa "pico de montaña". La granja de montaña (granja lechera) Skagastølen pertenece a la granja Skagen en Luster y stølen es la forma finita de støl que significa "granja de montaña". Skagen es la forma finita de skage que significa "cabo" o "promontorio" y el nombre es equivalente al famoso Skagen en Dinamarca. Las palabras vetle y vesle significan "lo pequeño".